# Martina Boesler
Martina Boesler, primo voto Wieduwilt, secundo voto Kirchner (ur. 18 czerwca 1957 w Berlinie) – niemiecka wioślarka reprezentująca NRD, złota medalistka olimpijska i wicemistrzyni świata.

## Kariera sportowa
Wystąpiła na igrzyskach olimpijskich w Moskwie w 1980, gdzie osada NRD w składzie: Martina Boesler, Kersten Neisser, Christiane Köpke, Birgit Schütz, Gabriele Kühn, Ilona Richter, Marita Sandig, Karin Metze i Marina Wilke (sternik) zdobyła złoty medal w ósemkach. W wyścigu finałowym uplasowały się o 0,97 sekundy przed osadą ZSRR i o 2,31 sekundy przed osadą Rumunii.
W tej samej konkurencji wspólnie z Silvią Fröhlich, Petrą Köhler, Juttą Raeck, Renate Neu, Iloną Richter, Ramoną Kapheim, Karin Metze i Mariną Wilke zdobyła również srebro na mistrzostwach świata w Bledzie (1979).
W 1980 została odznaczona Orderem Zasługi dla Ojczyzny.
Po zakończeniu kariery sportowej pracowała jako sekretarka.
Jej siostra, Petra Boesler, ciotka Renate Boesler oraz wujek, Wolfgang Gunkel także byli wioślarzami.